# Bahlul ibn Marzuq
Bahlul Ibn Marzuq (La Puebla de Castro (Huesca), ? – 802) fue un gobernante de origen muladí que controló la cora de Huesca en la transición de los siglos  VIII-IX.
Descendiente de la familia de los Uskara, de origen vascón, era hijo de un señor muladí del castillo de Muns llamado Marzuq ibn Uskara ("hijo del vasco"). Se rebeló en Zaragoza contra el gobierno árabe de Al-Ándalus en 798, y en 800 conquistó Huesca liberándola de los Banu Salama. Su rebelión tuvo gran apoyo popular, especialmente después de obtener el respaldo público del teólogo Ibn al-Mughallis. El emir envió al general oscense Amrús ibn Yúsuf, y Zaragoza y Huesca fueron retomadas (c. 801). Bahlul huyó a Pallars donde fue asesinado por su lugarteniente Jalaf ibn Rashid (802), que controlaba Barbitania (Barbastro).
Las peripecias de Bahlul fueron recogidas por el historiador y geógrafo musulmán Áhmad ibn Úmar al-Udri (1003-1085) en el poema épico popular escrito en árabe conocido como "La archuza de Bahlul".